# Aimulosia uvulifera
Aimulosia uvulifera är en mossdjursart som först beskrevs av Osburn 1914.  Aimulosia uvulifera ingår i släktet Aimulosia och familjen Buffonellodidae.
Artens utbredningsområde är Mexikanska golfen. Inga underarter finns listade i Catalogue of Life.